# Xorides sinoxyli
Xorides sinoxyli är en stekelart som beskrevs av Sedivy 1996. Xorides sinoxyli ingår i släktet Xorides och familjen brokparasitsteklar. Inga underarter finns listade i Catalogue of Life.